# Beker van sultan Qaboes
De beker van sultan Qaboes is een Omaans bekertoernooi in het voetbal bij de mannen. De eerste editie werd gehouden in 1972 en werd gewonnen door Al-Ahli. Fanja SC is de meest succesvolle club in dit toernooi, het won de beker reeds negenmaal. Dhofar won de beker reeds zevenmaal.  

## Winnaars
- 1972-73: Al-Ahli
- 1973-74: Sur Club
- 1974-75: Al-Tali'aa
- 1975-76: Fanja
- 1976-77: Fanja
- 1977-78: Dhofar
- 1978-79: Fanja
- 1979-80: Oman Club
- 1980-81: Dhofar
- 1981-82: Dhofar
- 1982-83: Al-Ahli
- 1983-84: Al-Ahli
- 1984-85: Al-Ahli 3-0 Dhofar
- 1985-86: Fanja
- 1986-87: Fanja 3-0 Al-Ahli
- 1987-88: Fanja 2-1 Al-Nasr
- 1988-89: Al-Ahli 1-0 Al-Nasr
- 1989-90: Fanja
- 1990-91: Dhofar
- 1991-92: Fanja
- 1992-93: Sur Club
- 1993-94: Al-Oruba 1-0 Dhofar
- 1994-95: Oman Club
- 1995-96: Al-Nasr
- 1996-97: Seeb
- 1997-98: Seeb 1-0 Al-Oruba
- 1998-99: Seeb 1-0 Al-Ahli
- 1999-00: Dhofar 2-1 Al-Nasr
- 2000-01: Al-Nasr 2-1 Al-Oruba
- 2001-02: Al-Oruba 1-0 Al-Nasr
- 2002-03: Al-Nasr 2-1 Dhofar
- 2003-04: Masqat 2-0 Seeb
- 2004-05: Dhofar 1-0 Masqat
- 2005-06: Al-Nasr 3-1 Seeb
- 2006-07: Dhofar 2-1 Sur Club
- 2007-08: Sur Club 1-1 Masqat (4-3 na penalty's)
- 2008-09: Al-Suwaiq 1-0 Al Nahda
- 2009-10: Saham Club 2-2 Dhofar (7-6 na penalty's)
- 2010-11: Al-Oruba 1-1 Fanja (5-3 na penalty's)
- 2011-12: Dhofar 1-0 Al-Ittihad
- 2012-13: Al-Suwaiq 2-0 Al Nahda
- 2013-14: Fanja SC 2-0 Al Nahda
- 2014-15: Al-Oruba 2-0 Sur Club
- 2015-16: Saham Club 1-0 Al-Khaburah
- 2016-17: Al-Suwaiq 2-0 Dhofar
- 2017-18: Al-Nasr 2-2 Sohar SC (6-5 na penalty's)
- 2018-19: Sur Club 2-1 Fanja SC

## Prestaties per club
| Club                       | Toernooiwinst | Gewonnen jaren                                                                  |
| -------------------------- | ------------- | ------------------------------------------------------------------------------- |
| Fanja                      | 8             | 1975-76, 1976-77, 1978-79, 1985-86, 1986-87, 1987-88, 1989-90, 1991-92, 2013-14 |
| Dhofar                     | 8             | 1977-78, 1980-81, 1981-82, 1990-91, 1999-00, 2004-05, 2006-07, 2011             |
| Al-Ahli                    | 5             | 1972-73, 1982-83, 1983-84, 1984-85, 1988-89                                     |
| Al-Nasr                    | 5             | 1995-96, 2000-01, 2002-03, 2005-06, 2017-18                                     |
| Sur Club                   | 4             | 1973-74, 1992-93, 2007-08, 2018-19                                              |
| Seeb Club                  | 3             | 1996-97, 1997-98, 1998-99                                                       |
| Al-Oruba                   | 3             | 1993-94, 2001-02, 2010-11, 2014-15                                              |
| Oman Club                  | 2             | 1979-80, 1994-95                                                                |
| Rowi (tegenwoordig Masqat) | 1             | 2003-04                                                                         |
| Saham Club                 | 1             | 2009-10, 2015-16                                                                |
| Al-Suwaiq                  | 1             | 2008-09, 2012-13, 2016-17                                                       |
| Al-Tali'aa                 | 1             | 1974-75                                                                         |
| Totaal                     | 42            |                                                                                 |